# Simon Sechter
Simon Sechter (né le 11 octobre 1788 à Friedberg en royaume de Bohême ; décédé le 10 septembre 1867 à Vienne) est un  théoricien de la musique, professeur, organiste, chef d'orchestre et compositeur autrichien. Il a peut-être été le compositeur le plus prolifique de tous les temps, surpassant même Georg Philipp Telemann pour le nombre des œuvres produites (environ 8 000).

## Biographie
Sechter naît à Friedberg (aujourd'hui Frymburk), en Bohême, alors partie de l'empire d'Autriche et s'installe à Vienne en 1804, où il étudie auprès d'Antonio Salieri. 
Il succède à Jan Václav Hugo Voříšek en tant qu'organiste de la cour en 1824. En 1810, il commence à enseigner le piano et le chant dans une académie pour les étudiants aveugles. En 1828, Franz Schubert alors malade, prend une leçon de contrepoint avec lui. En 1851, Sechter est nommé professeur de théorie et de composition au Conservatoire de Vienne. Dans ses dernières années, Sechter a été généreux à l'excès et il est mort dans la pauvreté. Il est remplacé au Conservatoire par Anton Bruckner, un de ses anciens étudiants dont les méthodes d'enseignement ont suivi les méthodes d'enseignement de Sechter.
Parmi les autres élèves qu'a eu Sechter, on trouve les compositeurs Carl Ferdinand Pohl et Henri Vieuxtemps, le chef d'orchestre Franz Lachner, le professeur Eduard Marxsen (qui a enseigné le piano et contrepoint à Johannes Brahms), le compositeur et professeur Johann Nepomuk Fuchs, Gustav Nottebohm, Anton Door, Karl Umlauf, Eduard Rappoldi, le chef d'orchestre et compositeur Béla Kéler (en) et les pianistes-compositeurs Sigismund Thalberg, Adolph von Henselt, Kornelije Stanković et Theodor Döhler (en) (1814-1856), pour n'en citer que quelques-uns.

## Méthodes d'enseignement
Sechter avait des méthodes d'enseignement strictes. Par exemple, il interdisait à Bruckner d'écrire des compositions originales tout en étudiant le contrepoint avec lui. Sechter enseigna à Bruckner par correspondance de 1855 à 1861, et considérait Bruckner comme son élève le plus doué. Après l'obtention du diplôme de Bruckner, Sechter écrit une fugue dédiée à son élève.
Avec le traité en trois volumes sur les principes de composition, Die Grundsätze der musikalischen Komposition (1853–1854), Sechter écrit un ouvrage fondamental qui influence de nombreux théoriciens ultérieurs. Les idées de Sechter sont dérivées des théories de Jean-Philippe Rameau sur la basse fondamentale, toujours diatonique même lorsque la ligne supérieure est très chromatique. Les historiens du solfège associent fortement Sechter avec la conception viennoise de la théorie de la basse fondamentale. Il est considéré comme un digne successeur de Fux.

## Compositions
Sechter est également un compositeur prolifique. À ce titre il est surtout connu pour avoir écrit environ 5 000 fugues (essayant d'en écrire au moins une par jour), mais il compose également des messes et des oratorios. En 1823–1824, il est l'un des 50 compositeurs qui livrent une variation sur une valse de Diabelli, pour le Vaterländischer Künstlerverein de l'éditeur.
En outre, il écrit cinq opéras Das Testament des Magiers (1842), Ezzeline, die unglückliche Gegangene aus Deli-Katesse (1843), Ali Hitsch-Hatsch (1844 ), Melusine (1851) et Des Müller Ring .